# Лимес (граница)
Лимес (лат. limes), бразда, међа, или најчешће име за утврђену границу Римског царства.

## Настанак
Да би сачувао империју од напада пограничних народа, Октавијан Август (63. п. н. е. до 14. п. н. е.), настоји да помери границе на погодне линије, првенствено водене препреке. Због тога заузима све земље на десној обали Дунава а границу у Германији помера с Рајне на Лабу. Римљани се почетком нове ере трајно повлаче на границе и стварају систем сталних логора, из којег се временом развио лимес.
Лимеси настају у многим деловима Римског царства, а састоје се од система граничних путева, кула за осматрање, и утврђења. Понегдје се граде и бедеми од земље или камена, ровови и слично. У позадини лимеса, понекад и више стотина километара од њих, су се налазили логори са једном или више легије, које би интервенисале по потреби.

## У српским земљама
У Србији и околним земљама, лимеси су били део Дунавског лимеса.

### Дунавски лимес
Дунавски лимес се дијели на панонски и мезијски дио.

#### Панонски лимес
Панонски лимес је ишао до Сингидунума (Београд). Најпре се састојао од бедема с кулама од дрвета, а касније од опеке или камена. Касније су дигнути стални логори легија. Познатији логори су Кастра Регина, Кастра Батава, Пасау, Виндобона, Карнунтум, Аквинкум, Алтинум (Мохач), Ад Милитаре (Батина), Кузум (Петроварадин), Акуминкум (Стари Сланкамен).
Панонски лимес на простору Србије се може подијелити на барањски и сремски (сријемски) одсјек.
- Барањски одсек иде од Мурсе (Осијек) до Батине и имао је утврђени војни пут. Каштели су били код места Батина, Ад Новас (Змајевац, 7 km јужно од Батине), Мурса Минор (Дарда), Ауреус Монс (Каменац, 8 km од Змајевца) и Албано (Лушко, 8 km источно од Змајевца).
- Сремски лимес је ишао од Таурунума (Земун) до Теутобургијума (Даљ). Уз њега је ишао пут од Ст. Будима до Старог Сланкамена и даље ка Земуну. Важнији каштели су: код С. Сланкамена, код Петроварадина, Бононија (Боноштор), Онагринум, Кукцијум (Илок), Корнакум (Сотин). Источно од С. Сланкамена била су утврђења код Бургене (Нови Бановци), Ритијум (Сурдук) и Земуна.

#### Мезијски лимес
Мезијски лимес је ишао од Црног мора до Београда. Војни пут је ишао десном обалом Дунава, код Ђердапа је био дрвене конструкције (рупе за дебла у стијенама). Стални логор је био Калемегдан а на лијевој обали Дунава каштел Пановцеја (Панчево). Каштели на десној обали били су и Винцеа (Винча), Трикорнијум (Ритопек), и на ушћу Велике Мораве, можда код Кулича. Главно утврђено место био је Виминацијум, близу ушћа Млаве у Дунав на висоравни. Код Рама је било утврђење Ледерата. Каштел Пинкум код Великог Градишта је данас под водом. Постоји још читав низ каштела и утврђења на овом подручју.
- Банатски лимес (лат. Limes Dacicus) је изграђен послије освајања Дакије ради обезбеђења рудника у југозападним Карпатима. Главна утврђења су била Тибискум (Карансебеш) и Жупа на ушћу Бистре у Тамиш.
- У Бачкој постоје римски шанчеви са малим и великим бедемом. Мали бедем иде од Апатина до Бачког Петровог Села, а велики од Новог Сада до Бачког Градишта. За велики се сматра да су га саградили Јазиги, а мали Словени.